# Theristus vesentiniae
Theristus vesentiniae är en rundmaskart. Theristus vesentiniae ingår i släktet Theristus, och familjen Monhysteridae. Arten är reproducerande i Sverige.